# Мыльджинское газоконденсатное месторождение
Мыльджинское нефтегазоконденсатное месторождение (МНГКМ) — находится в Каргасокском районе Томской области в 470 километрах к северо-западу от Томска. Эксплуатируется с 1999 года. Лицензия на разработку месторождения принадлежит АО «Томскгазпром», 100 % акций которого принадлежит АО «Востокгазпром» (до 31.07.2020 года — ОАО «Востокгазпром»).
20 мая 1999 года введено в эксплуатацию Мыльджинское газоконденсатное месторождение. Начата промышленная добыча газа и конденсата, их поставка потребителям.
В марте 2004 года добыт 15-й млрд м³ газа.
28 августа 2007 года «Востокгазпром» ввёл в эксплуатацию новую дожимную компрессорную станцию (ДКС), которая позволит поддерживать объёмы добычи газа на месторождении на уровне 3 миллиардов кубометров в год и повысить надёжность газоснабжения потребителей Томской, Кемеровской, Омской, Новосибирской областей и Алтайского края.
В июле 2008 года на Мыльджинском месторождении введена в эксплуатацию колонна отдувки метанола. Новое оборудование позволяет существенно сократить расход метанола и снизить затраты на его приобретение. Ввод колонны отдувки в эксплуатацию стал первым положительным опытом использования подобного оборудования среди предприятий нефтегазового комплекса России.
В октябре 2012 года проведена реконструкция коммерческого узла учета газа Мыльджинского месторождения.
В 2014 году ввода в эксплуатацию вторая очередь дожимной компрессорной станции (ДКС) на Мыльджинском НГКМ.
В 2015 году на установке комплексной подготовке газа и конденсата (УКПГиК) Мыльджинского месторождения внедрена технология охлаждения газа с использованием турбодетандерных компрессорных агрегатов.
В 2018 году завершена реконструкция установки комплексной подготовки газа и конденсата Мыльджинского месторождения.